# Sappho Point
Der Sappho Point ist eine Landspitze an der Nordküste Südgeorgiens. Er markiert westlich die Einfahrt zur Cumberland East Bay.
Vermutlich war der britische Seefahrer James Cook im Jahr 1775 der Erste, der dieses Kap sichtete. Benannt wurde es nach der HMS Sappho, einem Geschützten Kreuzer der Apollo-Klasse, der bei der Vermessung der Cumberland Bay im Jahr 1906 zum Einsatz kam.